# Nationalheiligtum

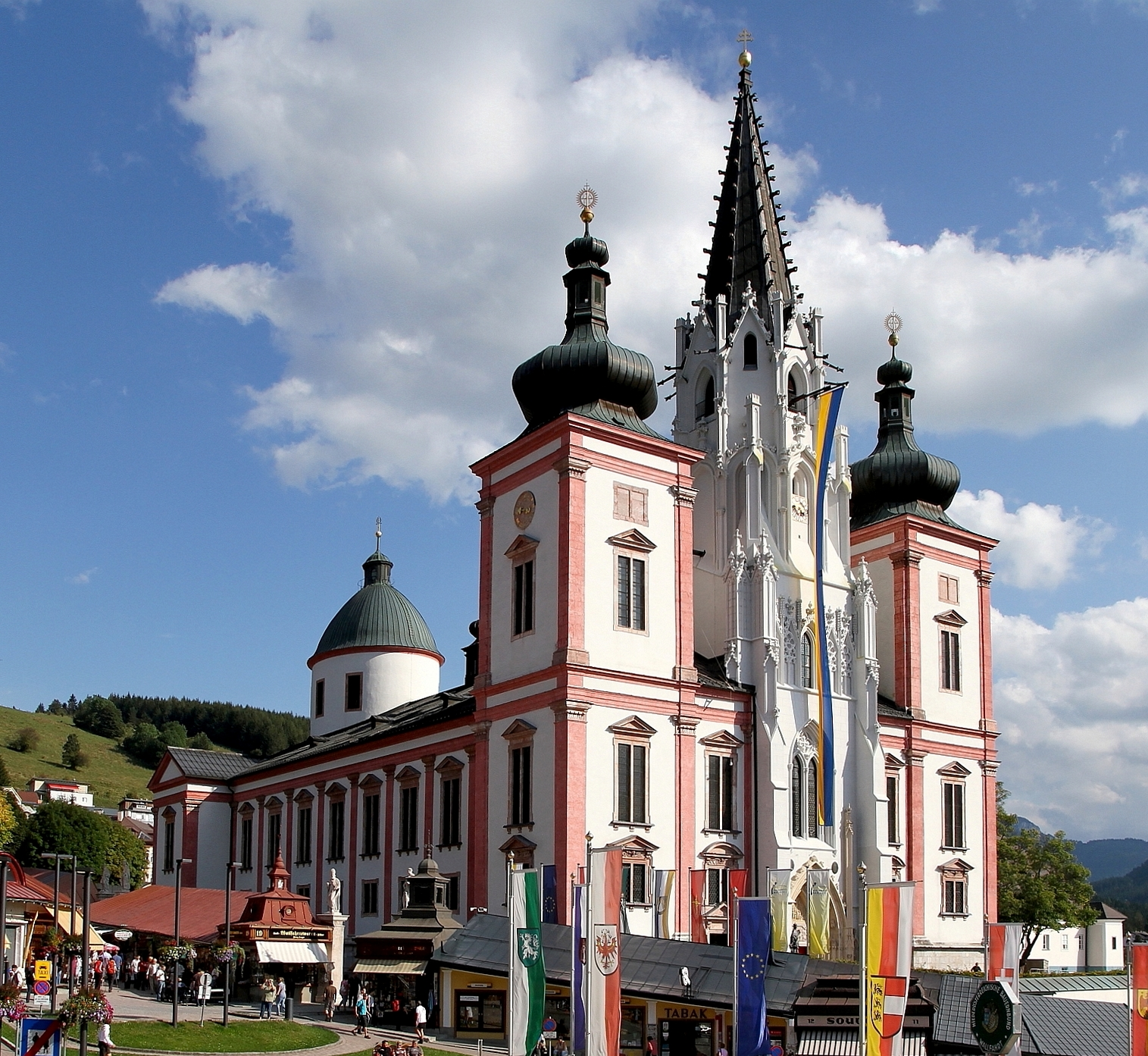
Basilika Mariazell, österreichisches Nationalheiligtum

Nationalheiligtum (lateinisch sanctuarium nationale, englisch national shrine) ist in der römisch-katholischen Kirche eine kirchenrechtlich definierte Bezeichnung für bestimmte Stätten oder Gebäude, meist Wallfahrtskirchen, die von besonderer Bedeutung für die jeweilige Nation bzw. das betreffende Land sind. Der Titel wird von der Bischofskonferenz des betreffenden Landes verliehen.
Derzeit (2018) sind weltweit 202 nationale Heiligtümer deklariert. Das einzige Nationalheiligtum im deutschen Sprachraum ist die Basilika von Mariazell in Österreich. Mitunter wird auch die Gnadenkapelle von Altötting in Bayern als Nationalheiligtum bezeichnet.